# Carl Persson (ishockeyspelare)
Carl Persson, född 28 juni 1995 i Kristianstad, är en svensk professionell ishockeyspelare som spelar för Malmö Redhawks i SHL.
Han har tidigare spelat för Karlskrona HK i SHL.
Den 9 maj 2018 skrev han på ett tvåårigt entry level-kontrakt med Nashville Predators.